# Microphthalmus
Microphthalmus är ett släkte av ringmaskar som beskrevs av Mecznikow 1865. Microphthalmus ingår i familjen Hesionidae.

## Dottertaxa tillMicrophthalmus, i alfabetisk ordning[1][2]
- Microphthalmus aberrans
- Microphthalmus aciculata
- Microphthalmus aggregatus
- Microphthalmus ancistrosylliiformis
- Microphthalmus antarcticus
- Microphthalmus arenarius
- Microphthalmus bermudensis
- Microphthalmus biantennatus
- Microphthalmus bifurcatus
- Microphthalmus carolinensis
- Microphthalmus coustalini
- Microphthalmus ephippiophorus
- Microphthalmus fragilis
- Microphthalmus hamosus
- Microphthalmus hartmanae
- Microphthalmus hystrix
- Microphthalmus indefatigatus
- Microphthalmus listensis
- Microphthalmus monilicornis
- Microphthalmus nahantensis
- Microphthalmus onychophorus
- Microphthalmus paraberrans
- Microphthalmus pettiboneae
- Microphthalmus pseudaberrans
- Microphthalmus pseudoaberrans
- Microphthalmus riojai
- Microphthalmus riseri
- Microphthalmus sczelkowii
- Microphthalmus similis
- Microphthalmus simplicichaetosus
- Microphthalmus southerni
- Microphthalmus stocki
- Microphthalmus szcelkowii
- Microphthalmus szelkowii
- Microphthalmus tyrrhenicus
- Microphthalmus urofimbriata
- Microphthalmus westheidei